# Inglis
Inglis é uma vila localizada no estado americano da Flórida, no condado de Levy. Foi incorporada em 1956.

## Geografia
De acordo com o United States Census Bureau, a vila tem uma área de 9,5 km², onde 9,4 km² estão cobertos por terra e 0,1 km² por água.

### Localidades na vizinhança
O diagrama seguinte representa as localidades num raio de 24 km ao redor de Inglis.

## Demografia
Segundo o censo nacional de 2010, a sua população é de 1 325 habitantes e sua densidade populacional é de 140,55 hab/km². Possui 823 residências, que resulta em uma densidade de 87,30 residências/km².